# Красавица и Чудовище: Волшебный мир Белль
Красавица и Чудовище 3: Волшебный мир Белль (англ. Beauty and the Beast: Belle's Magical World) — мультфильм 1998 года, продолжение анимационного фильма 1991 года «Красавица и Чудовище», снятого компанией «Walt Disney». Как и первое продолжение, действие мультфильма происходит во время событий первого мультфильма трилогии, и установлен после первого продолжения, но до битвы с Гастоном. Премьера в России состоялась 5 мая 2013 года на канале Disney.

## Сюжет

### Идеальное слово
Бель живёт у Чудовища. Она ссорится с ним. Словарь, перо и блокнот решают помирить парочку. Они пишут Бель письмо от лица Чудовища. Но обман раскрывается. Чудовище выгоняет тройку. Они возвращаются. Бель считает Чудовище милым и добрым, Чудовище слышит это. Он прощает Бель и тройку. Люмьер прощает люстру и влюблённые светят вместе. В финале Бель поёт песню.

### Безумство Фифи
Фифи готовится к пятой годовщине её первого свидания с Люмьером. Люмьер, забыв об этом, просит Белль помочь ему подготовиться к такому событию и начинает показывать девушке, что он обычно делает для Фифи в годовщину их свидания. Сама Фифи начинает считать, что Белль уводит от неё Люмьера, и, приревновав, решает испортить им «свидание».

## Роли озвучивали
- Белль — Пейдж О’Хара
- Чудовище[англ.] — Робби Бенсон
- Люмьер — Джерри Орбах
- Когсворт — Дэвид Огден Стайрз
- Миссис Потт — Энни Роджерс
- Чип — Грегори Грудт
- Фифи — Кимми Робертсон
- Платяной шкаф — Джоан Уорли
- Султан — Фрэнк Уэлкер
- Вебстер — Джим Каммингс
- Ля Плюм — Роб Полсен
- Тетрадка Крэйн — Джефф Беннетт
- Шанделира — Эйприл Уинчелл